# Джованні делла Банде Нере
Людовіко ді Джованні Медічі (італ. Ludovico di Giovanni de' Medici; Форлі, 5 квітня 1498 — Мантуя, 30 листопада 1526), відомий як Джованні Банде-Нере (італ. Giovanni delle Bande Nere) — значний військовий діяч (кондотьєр) часів Італійських війн.

## Життєпис

### Молоді роки
Походив з молодшої гілки флорентійської родини Медічі. Народився у 1498 році у м. Форлі. Син Джованні Медічі Пополані та Катерини Сфорци, графині Форлі та Імоли. При народжені отримав ім'я Людовіко на честь свого дядька Людовіко Моро, герцога Міланського. Майже відразу після народження його батьки посварилися. Незабаром Джованні Медічі Пополані вкрав сина й повернув Катерині лише після викупу. Після цього молодий Людовіко жив з матір'ю. В 1498 році помирає батько й мати дає синові нове ім'я — Джованні. У 1499 році до Романьї вдерся Чезаре Борджіа. Катерина Сфорца відправляє сина до Флоренції, а сама незабаром потрапляє у полон. Після смерті папи римського Олександра IV у 1503 році, Катерина Сфорца отримує свободу й повертається до Форлі. Сюди ж прибуває малолітній Джованні. Тут він нарешті отримує початкову освіту, а після смерті матері у 1509 році його опікунами стають родичі Лукреція (донька Лоренцо Медічі) та Якопо Сальвіаті.
У 1513 році, під час перебування з Якопо Сальвіаті, у Римі Джованні було зараховано до папської міліції. Втім внаслідок поганої вдачі та норовливого характеру Джованні тут довго не протримався. Сальвіаті спочатку відправив його до Неаполя, а згодом наказав повернутися до Флоренції.

### Військова кар'єра
У 1516 році Джованні повертається до папського війська, починає брати участь у військових діях проти Франческо Марії делла Ровере, герцога Урбінського. Після цього він вирішив стати кондотьєром, на власний кошт сформував загін, що почав воювати на боці папи римського Льва X. Спочатку воював проти повсталих баронів у Марке, у 1520 році завдав рішучої поразки у битві при Фалероне найбільш впливовому з них — Людовіко Уфредуччі. Після укладання союзу Папи Римського з імператором Карлом V загін Джованні Медічі входить до складу імперської армії на чолі із Просперо Колонна. Того ж року завдає поразки французьким військам біля мосту через річку Адда.
Після смерті 1 грудня 1521 року папи римського Льва X, Джованні Медічі змінює на своєму гербі смуги з білих й фіолетових на чорні. Звідси походить його прізвисько Банде Нере, тобто «чорні смуги». Проте вона також має схожість із назвою «чорні загони». Після цього продовжує успішно воювати з французами. У 1524 році завдає їм поразки при Каприно-Бергамаско.
Тоді ж обирається новий папа римський Климент VII, що теж походив з родини Медічі. Він сплатив Джованні делла Банде Нере усі борги та пообіцяв повернути материнський спадок — Форлі та Імолі. навзаєм наказ перейти на бік Франції.

### Смерть
У вересні 1526 року Джованні надав допомогу папі римському, якому загрожували війська родини Колонна, союзників імператора. Під час сутичок у Римі війська Банде-Нере змусили ворогів папи римського Климента VII відступити. У 1526 році імперські війка на чолі із Георгом фон Фрундсбергом рушили до Ломбардії. Французькі та папські війська не зуміли зупинити ворога. На допомогу їм прибув Джованні делле Банде-Нере. Під час бойових дій 25 листопада 1526 року біля замку Говерноло його було поранено, він сконав у м.Мантуя 30 листопада того ж року.

## Родина
Дружина — Марія (1499—1543), донька Якопо Сальвіаті
Діти:
- Козімо (1519—1574)